# Stark's Park
El Stark's Park es un estadio de fútbol ubicado en la ciudad portuaria de Kirkcaldy en la costa este de Escocia. El estadio posee una capacidad de 8.873 asientos y es sede del Raith Rovers de la Premier League de Escocia desde 1891.

## Historia
Este estadio con una ubicación única fue inaugurado en 1891. Al estar situado entre la vía férrea entre Edimburgo y Aberdeen (al oeste) y la Avenida de Pratt Street (al este), nunca ofreció mucho espacio para la construcción de tribunas a ambos lados del campo, acomodando a los espectadores en su mayoría detrás de las porterías.
La tribuna principal, en forma de J, se construyó en la esquina sureste en 1925 y permanece con pocos cambios hasta el día de hoy. Fue diseñado por Archibald Leitch, el famoso arquitecto a menudo llamado el padre de los estadios británicos del pasado.
Los puestos restantes experimentaron varios cambios, según las regulaciones. En la década de 1950 se levantaron terrazas en todos esos lados, luego cubiertas por galpones con láminas de asbesto. En 1959 se instalaron proyectores, comprados gracias a una importante venta de jugadores. Uno de ellos, Jimmy McEwan, se fue al Aston Villa, club que a cambio disputó el primer partido nocturno en el Stark's Park. En 1981 se construyeron nuevas terrazas, pero tuvieron que desmontarse en la década de 1990, cuando se publicó el Informe Taylor que vela por la seguridad en los estadios británicos.
Las tribunas actuales se abrieron en 1996, volviendo a ver las estructuras más grandes en ambos extremos, ambas cubiertas con un techo de acero en voladizo y con mástiles de iluminación integrados en ellos. El lado oeste también fue renovado en esa ocasión.
Finalmente, en 1999 se instaló un nuevo techo metálico y asientos numerados redujo el número de asientos a 8.867 en la actualidad.
El récord de asistencia al estadio se estableció el 7 de febrero de 1953 en un partido por la Copa de Escocia, entre Raith Rovers contra el Heart of Midlothian. Al estadio acudieron 31.306 espectadores.

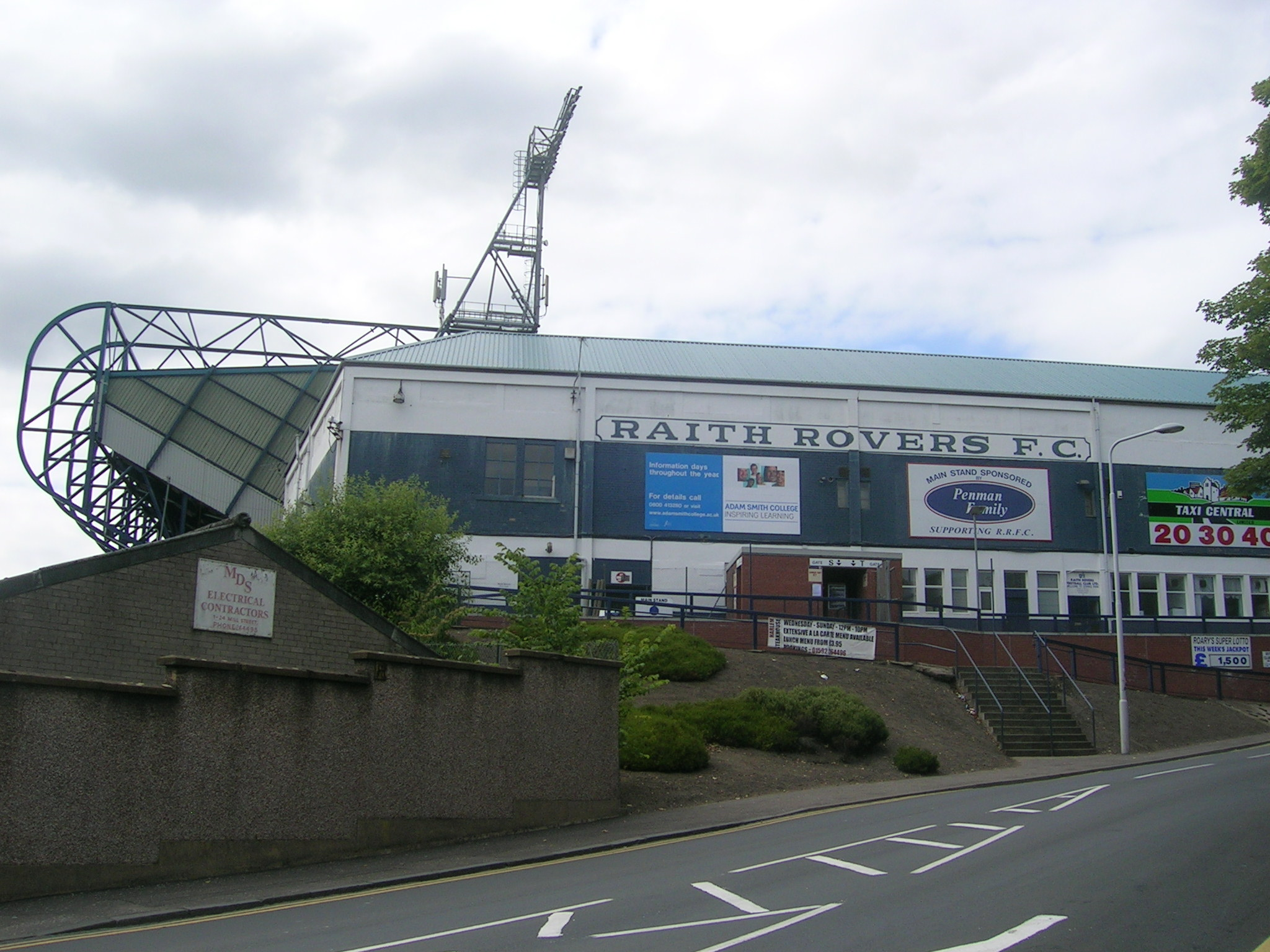
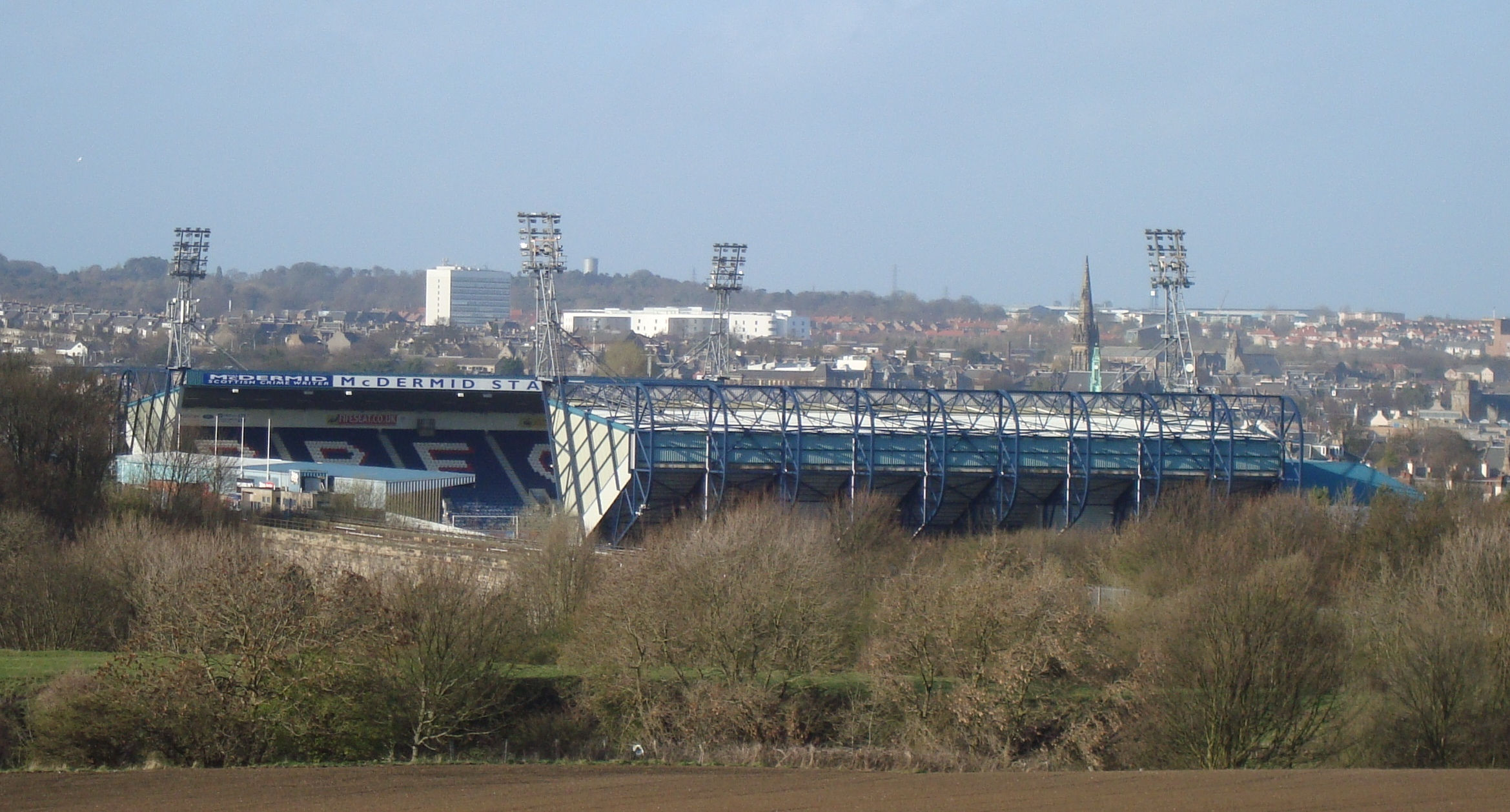